# Harvey Horn
Harvey Horn (* 10. Mai 1995 in London) ist ein britischer Boxer im Halbfliegengewicht.

## Karriere
In der Junioren- und Jugendklasse wurde er Englischer und Britischer Meister. 2014 gewann er die Englischen Meisterschaften sowie internationale Turniere in Mazedonien und Ungarn. Er startet seit 2015 in der World Series of Boxing und nahm an den Europaspielen in Aserbaidschan teil, wo er gegen Bator Sagalujew ausschied.
Bei den Europameisterschaften 2015 in Bulgarien schied er erst im Finale gegen Wassili Jegorow aus und gewann damit die Silbermedaille. Gegen Jegorow verlor er zudem bei den Weltmeisterschaften 2015 in Katar.
Im März 2017 gewann er die Goldmedaille bei den U22-Europameisterschaften in Rumänien.
Am 9. Dezember 2017 bestritt er sein Profidebüt.